# Carol Haidu
Carol Haidu (n. 3 iunie 1942, Râșnov, România – d. 11 iulie 2022) a fost un fotbalist român, care a jucat pe postul de portar la echipele Steagul Roșu Brașov și Steaua București.

## Cariera
Carol Haidu a început să joace fotbal la echipa Fabricii de Scule din Râșnov, în anul 1956, la vârsta de 12 ani. Peste doi ani, în 1958, se mută la Brașov, pentru a evolua la Luceafărul Brașov. După trei ani, trece la Steagul Roșu Brașov, debutând un an mai târziu în Divizia A, la 1 aprilie 1962, la 19 ani. Evoluează timp de trei ani la Steagul Roșu, până în 1965, când se transferă la Steaua București. Pe 2 mai 1965, Carol Haidu debuta și în echipa națională de fotbal a României. Se întâmpla într-un meci România - Turcia, în care tricolorii s-au impus cu scorul de 3-0. Al doilea meci a fost tot o victorie, iar Carol Haidu nu a fost învins nici de această dată. Se întâmpla la București, la data de 30 mai 1965, în fața a 80.000 de spectatori, la meciul România - Cehoslovacia. A urmat al treilea meci consecutiv pentru Haidu ca portar al primei reprezentative, în meciul cu Portugalia, disputat pe Nacional din Lisabona. Haidu a fost pentru prima oară învins la echipa națională tocmai de Eusebio. A urmat un al doilea gol al lui Eusebio, iar România a punctat doar o dată, prin Sorin Avram, astfel că Haidu era învins pentru prima oară ca jucător al echipei naționale. Primul trofeu câștigat de către Haidu cu Steaua a fost Cupa României, în anul 1966. A fost selecționat apoi pentru a patra oară la națională, într-un meci pierdut de naționala României în Germania. Nu a fost nici de data aceasta învins, deoarece a fost schimbat în minutul 28 de către celălalt portar al naționalei, Mihai Ionescu, jucătorul echipei Petrolul Ploiești, iar golurile germanilor au fost înscrise în repriza secundă. În sezonul următor, 1966-1967, a câștigat o a doua Cupă a României. A urmat, pe 22 noiembrie 1967, ultimul meci al lui Haidu ca portar al echipei naționale. Nu a fost învins nici de data aceasta, România învingând cu 1-0 într-un meci amical echipa națională a Republicii Federale Germania, din care nu lipseau Uwe Seeler, Franz Beckenbauer sau Berti Vogts. Astfel, el a primit gol ca portar al echipei naționale doar de la un singur jucător: Eusebio. A câștigat apoi primul titlu de campion cu Steaua, în sezonul 1967-1968. Au urmat apoi și trei Cupe ale României consecutive. S-a retras din activitatea de fotbalist la doar 32 de ani, în anul 1974, iar de atunci s-a ocupat cu pregătirea portarilor de la juniorii diferitelor formații din București.

## Titluri
Steaua București
- Divizia A: 1967-68
- Cupa României: 1965-1966, 1966-1967, 1968-1969, 1969-1970, 1970-1971